# Diospyros maclurei
Diospyros maclurei är en tvåhjärtbladig växtart som beskrevs av Elmer Drew Merrill. Diospyros maclurei ingår i släktet Diospyros och familjen Ebenaceae. Inga underarter finns listade i Catalogue of Life.